# 國家人民軍空軍
国家人民军空军（德語： ; LSK）是民主德国的空军。与人民军陆军、人民海军和民主德国边防军共同组成国家人民军（NVA）。
1953年11月下旬，空中部队改组，将部队由内政部直接划归德国人民警察副部长兼局长指挥。航空团重组为航空俱乐部 1（科特布斯）、2（德鲁维茨）和 3（包岑），并又分为两个部分。从 1954 年开始，捷克斯洛伐克生产的兹林Z-126和M-1D配备航空俱乐部使用。 
1956 年 3 月 1 日，东德加入华沙条约联盟后，空军正式成立，隶属于国家人民军。最初，总部位于科特布斯的空军 (LSK) 与是分开的（防空部队，总部位于施特劳斯贝格）。人民军空军的目的是建立三个战斗机师、一个攻击机师和一个防空师。然而，最终只创建了第一和第三航空师以及第一高射炮师。  1957 年 6 月 1 日，施特劳斯贝格的两个行政部门合并，新总部更名为。
Luftstreitkräfte这个名称最初适用于 1910 年至 1918 年第一次世界大战结束期间德意志帝国的空军。然而，西德空军采用的的名称是纳粹时代空军从 1935 年到第二次世界大战结束时所使用的。

## 组织

### 
许多军事单位和编队由直接控制</link>、空军参谋部和新人民军空军司令部，其总部位于施特劳斯贝格。
- Transportfliegergeschwader 44 (TFG-44)，马克思瓦尔德
  - I.运输飞行人员/TFG-44 (I.TFS/TFG-44)、Tu-154M
  - 二.运输飞行人员/TFG-44 (II. TFS/TFG-44)、Tu-134A
  - 三． Transporthubschrauberstaffel/TFG-44 (III. TFS/TFG-44)、Mi-8S
  - 四．运输飞行人员/TFG-44 (IV. TFS/TFG-44)，Il-62M，柏林/舍讷费尔德

### 第 1 防空师（第 1 LVD）

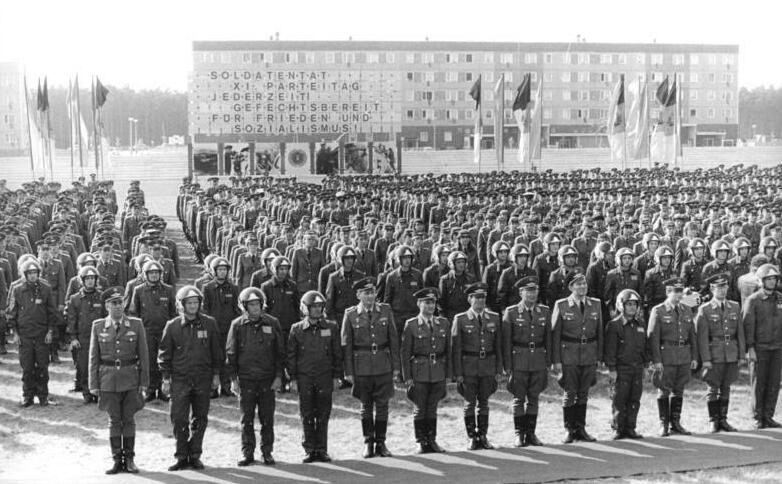
弗里茨·施门克尔（Fritz Schmenkel）战斗机联队的士兵，1985 年

第一防空师（Luftverteidigungsdivision）总部位于科特布斯，负责东德整个南部领土的防空。以下单位隶属于该特定部门：
- Verbindungsfliegerkette 31 (VFK-31) An-2，Zlin-43，（通讯航班），科特布斯
- 第一战斗机中队（Jagdfliegergeschwader 1 (JG-1)（德语） ） “弗里茨·施门克尔” ，霍尔茨多夫空军基地
  - I.Jagdfliegerstaffel/JG-1 (I.JS/JG-1)、MiG-21MF、MIG-21UM
  - 二. Jagdfliegerstaffel/JG-1 (II. JS/JG-1)、MiG-21MF、MIG-21UM、MiG-21SPS-K
  - 三． Jagdfliegerstaffel/JG-1 (III. JS/JG-1)、MiG-21MF、MIG-21UM
  -  《威利·布迪奇》 ，霍尔兹多夫（杰森）
  -  ,霍尔茨多夫
- 第三战斗机中队（Jagdfliegergeschwader 3 (JG-3)（德语）） “弗拉基米尔·科马罗” ，普雷申空军基地
  - I.Jagdfliegerstaffel/JG-1 (I.JS/JG-3)、MiG-29A、MIG-29UB
  - 二. Jagdfliegerstaffel/JG-2 (II. JS/JG-3)、MiG-29A、MIG-29UB
  - 三． Jagdfliegerstaffel/JG-3 (III. JS/JG-3)、MiG-21MF-75、MIG-21UM
  - 普雷申《沃尔特·斯托克》
  - , 普雷申
- 第七战斗机中队Jagdfliegergeschwader 7 (JG-7)（德语） “ Wilhelm Pieck ” ，德鲁维茨空军基地（1989 年解散）
  - I.Jagdbombenfliegerstaffel/JBG-7 (I.JBS/JBG-7)、MiG-21MF、MIG-21UM
  - 二. Jagdbombenfliegerstaffel/JBG-7 (II. JBS/JBG-7)、MiG-21MF、MIG-21UM
  - , 德鲁维茨
- 第八战斗机中队Jagdfliegergeschwader 8 (JG-8)（德语） 《赫尔曼·马特恩》 ，马克思瓦尔德
  - I.Jagdfliegerstaffel/JG-8 (I.JS/JG-8)、MiG-21bis、MiG-21UM
  - 二. Jagdfliegerstaffel/JG-8 (II. JS/JG-8)、MiG-21bis、MiG-21UM
  - 三． Jagdfliegerstaffel/JG-8 (III. JS/JG-8)、MiG-21bis、MiG-21UM
  -  ,马克思瓦尔德
  -  ,马克思瓦尔德
- 赫尔曼·邓克,拉德堡
  - , 巴丁根
  - , 菲尔斯滕瓦尔德
  - , 普罗策尔
  - , 克洛斯特费尔德
  -  ,克雷门附近的贝茨
  - , 舍纳马克
  - , 费尔贝林
  - , 扎霍夫
  - , 马克格拉夫-皮斯克
  - , 拉德堡
  - , 拉德堡
- “沃纳·兰伯兹” ，斯普罗陶
  - , 埃科尔施塔特
  -  ,迪特斯多夫
  -  ,布兰肯堡
  -  ,塞贝尔根
  - , 雷姆达
  - , 埃科尔施塔特
  - , 斯普罗陶
- “雅罗斯瓦夫·东布罗夫斯基” ，Straßgräbchen
  - , 大德伯恩
  - , 大拉斯辰
  -  ,克罗彭
  - , 大罗尔斯多夫
  - , 大街
- ,德伯恩
- 霍尔兹多夫《阿维德·哈纳克》
- “保罗·谢弗” ，斯普罗陶
- , 明什贝格
- 《奥古斯特·维利希》 ，科特布斯

### 第3防空师（3rd LVD）
第三防空师总部位于特罗伦哈根，负责为整个东德北部领土提供防空。以下单位隶属于该特定部门：

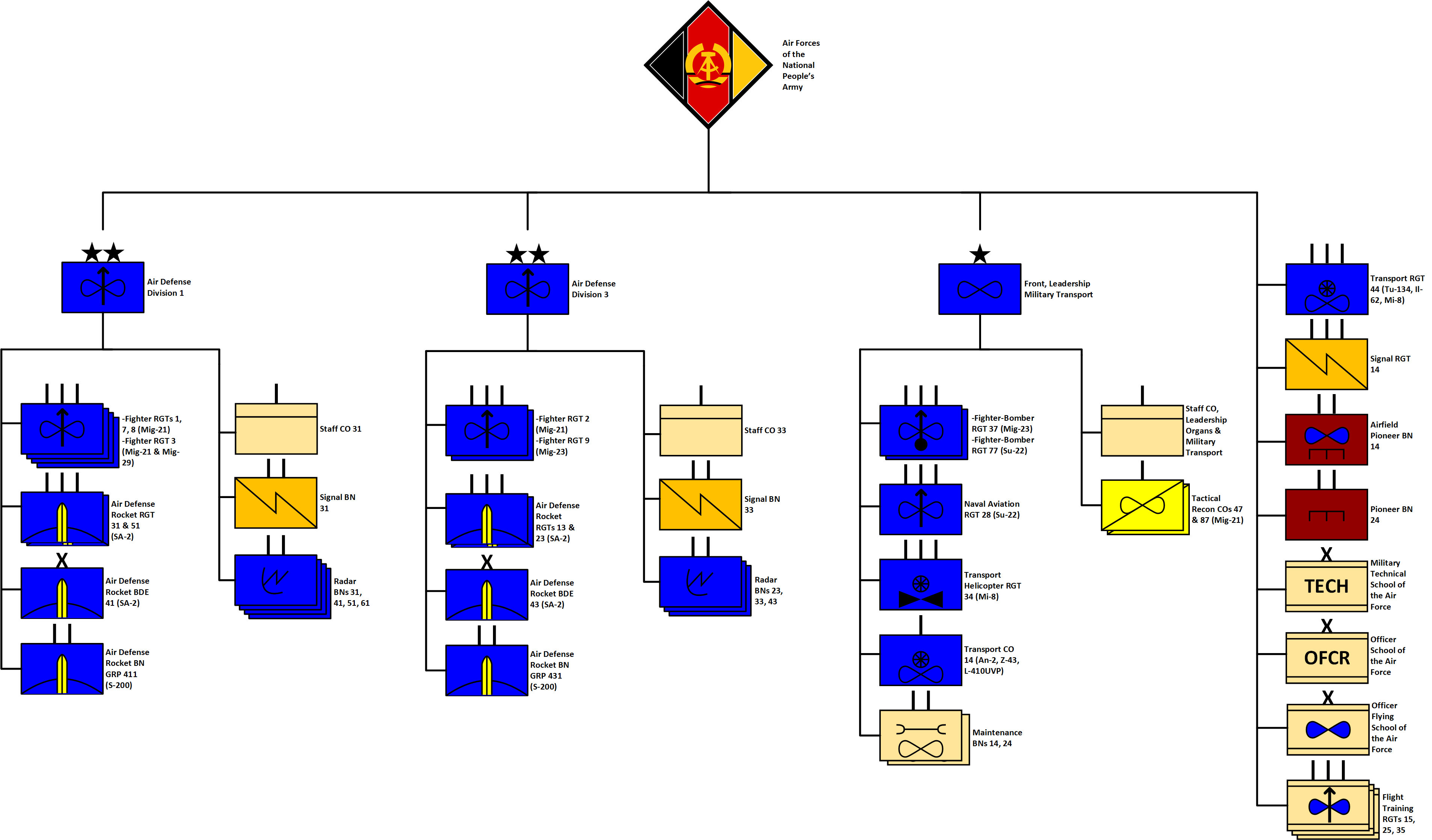
Luftstreitkräfte的组织架构，1988年

- Verbindungsfliegerkette 33 (VFK-33) An-2，Zlin-43，（通讯航班），特罗伦哈根空军基地
- , 特罗伦哈根
- “尤里·加加林” ，特罗伦哈根空军基地
  - I.Jagdfliegerstaffel/JG-2 (I.JS/JG-2)、MiG-21M、MiG-21UM
  - 二. Jagdfliegerstaffel/JG-2 (II. JS/JG-2)、米格-21M、米格-21UM
  - 三． Jagdfliegerstaffel/JG-2 (III. JS/JG-2)、米格-21M、米格-21UM
  - 赫伯特·鲍姆,特罗伦哈根
  - , 特罗伦哈根
- “海因里希·劳”佩内明德空军基地
  - I.Jagdfliegerstaffel/JG-9 (I.JS/JG-9)、MiG-23ML
  - 二. Jagdfliegerstaffel/JG-9 (II. JS/JG-9)、MiG-23MF、MiG-23UB
  - 三． Jagdfliegerstaffel/JG-9 (III. JS/JG-9)、米格-23ML
  - Zieldarstellungskette 33 (ZDK-33)、L-39V、L-39ZO、（目标牵引航班）
  -  “凯瑟·尼德基希内尔” ，佩内明德
  - , 佩内明德
- 埃里希·韦纳特,萨尼茨
  - , 卡明/普兰根多夫
  - , 阿布特沙根
  - , 巴特
  - , 辛里希斯哈根
  - , 诺伊恩基兴
  -  ,巴尔霍夫特
  - , 宁哈根
  -  ,巴斯托夫
  - , 基希多夫
  -  ,德兰斯克
  - , 雷茨肖
  -  ,罗弗斯哈根
  - , 萨尼茨
- “埃特卡·安德烈” ，帕希姆
  - , 沃林
  -  ,特拉姆
  - , 齐根多夫
  - , 史蒂芬沙根
  - , 帕希姆
- 鲁道夫·布赖特沙伊德,斯塔尔伯格
  -  ,阿尔特瓦普
  -  ,艾希霍夫
  - , 伯格-施塔加德
  - , 韦根
- 《莉赛洛特·赫尔曼》 ，普拉格斯多夫
- “弗里茨·贝恩” ，普达格拉
- , 帕希姆
- 马克斯·克里斯蒂安森-克劳森,特罗伦哈根

### FO FMTFK
所有战斗轰炸机、运输机、侦察机和运输直升机均受 FO FMTFK（大致翻译为：“正面和军事空中部队的领导单位”， 控制）。以下单位是 FO FMTFK 的一部分：
- "Klement Gottwald", Drewitz Air Base

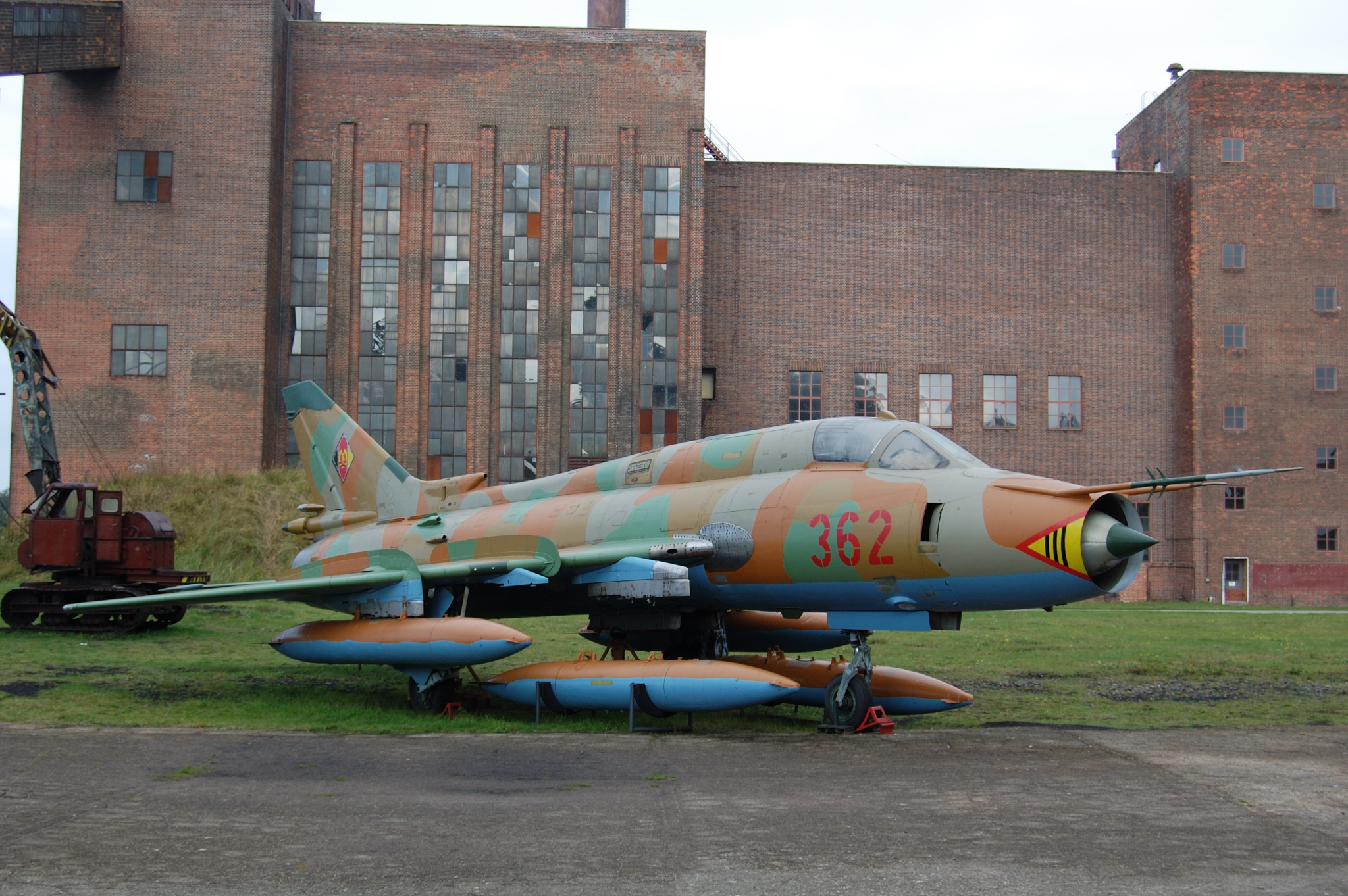
FO FMTFK 的 Su-22

  - I.Jagdbombenfliegerstaffel/JBG-37 (I.JBS/JBG-37), MiG-23BN, MiG-23UB
  - II.Jagdbombenfliegerstaffel/JBG-37 (II.JBS/JBG-37), MiG-23BN, MiG-23UB
  - , Drewitz
  - , Drewitz
- "Gebhardt Leberecht von Blücher", Laage Air Base
  - I.Jagdbombenfliegerstaffel/JBG-77 (I.JBS/JBG-77), Su-22M-4, Su-22UM-3K
  - II.Jagdbombenfliegerstaffel/JBG-77 (II.JBS/JBG-77), Su-22M-4, Su-22UM-3K
  - , Laage
  - , Laage
- "Paul Wieczorek", Laage Air Base
  - I.Marinefliegerstaffel/MFG28 (I.MFS/MFG-28), Su-22M-4, Su-22UM-3K
  - II.Marinefliegerstaffel/MFG28 (II.MFS/MFG-28), Su-22M-4, Su-22UM-3K
  - , Laage
  - , Laage
- "Werner Seelenbinder", Brandenburg-Briest
  - I.Transporthubschrauberstaffel/THG-34 (I.THS/THG-34), Mi-8T
  - II.Transporthubschrauberstaffel/THG-34 (II.THS/THG-34), Mi-8T
  - , Brandenburg-Briest
- , Strausberg
  - Verbindungsfliegerstaffel 14 (VS-14), An-2, L-410UVP, Zlin-43
  - , Strausberg
- , Dresden-Klotzsche Airport
  - Transportfliegerstaffel 24 (TS-24), An-26
  - , Dresden-Klotzsche
- , MiG-21M, MiG-21UM, Preschen Air Base
- , MiG-21M, MiG-21UM, Drewitz Air Base

### 军事飞行学校
总部位于包岑的飞行员军官培训学院 Offiziershochschule für Militärflieger (OHS MF) 是负责提供训练的军校，它有以下指定单位：
- Fliegerausbildungsgeschwader 15“ Heinz Kapelle ”，罗腾堡
  - I.Fliegerstaffel (I.FS)、MiG-21SPS、MiG-21SPS-K、MiG-21U、MiG-21UM/US
  - 二.飞行人员 (II. FS)、MiG-21SPS、MiG-21SPS-K、MiG-21U、MiG-21UM/US
  - 三．飞行人员 (III. FS)、MiG-21SPS、MiG-21SPS-K、MiG-21U、MiG-21UM/US
  - 四．飞行人员 (IV. FS)、MiG-21SPS、MiG-21SPS-K、MiG-21U、MiG-21UM/US
  - V.Fliegerstaffel (V.FS)、MiG-21SPS、MiG-21SPS-K、MiG-21U、MiG-21UM/US
  - 六．飞行人员 (VI. FS)、MiG-21SPS、MiG-21SPS-K、MiG-21U、MiG-21UM/US
- Fliegerausbildungsgeschwader 25“ Leander Ratz ”， Bautzen
  - I.Fliegerstaffel (I.FS)，L-39ZO
  - 二.飞行人员 (II. FS), L-39ZO
  - 三．飞行人员 (III. FS), L-39ZO
- Hubschrauberausbildungsgeschwader 35 (HAG-35)“兰伯特号角”，勃兰登堡/布里斯特
  - I.Hubschrauberstaffel/HAG-35 (I.HS/HAG-35)、Mi-2
  - 二. Hubschrauberstaffel/HAG-35 (II. HS/HAG-35)、Mi-8PS、Mi-8T
- Transportfliegerausbildungsstaffel 45 (TAS-45)、An-2、L-410UVP、Zlin-43、卡门茨

## 徽章
菱形符号标识 LSK 飞机 – 分为垂直的黑色、红色和金色条纹，与东德国旗上的水平条纹或条纹相对应。钻石的中心描绘了东德的徽章：一把锤子和指南针，周围环绕着黄色颗粒的花环。该符号使用与西德的不同，上面展示了一个风格化的铁十字勋章，类似于第二次世界大战期间德国飞机上的徽章

## 制服
两支德国空军的制服也有所不同：遵循古老的德国传统，LSK/LV 制服与陆军人员所穿的石灰色相同，并带有独特的蓝色徽章（与第二次世界大战的风格相似，但颜色不同）。另一方面，西德制服是蓝色的，带有黄色徽章，更接近于二次世界大战期间的人员所穿的制服。

## 飞机

Mil Mi-24 攻击直升机飞行员的个人日志

从 1953 年开始，东德接收了An-2 、 La-9 、 Yak-11和Yak-18飞机以及MiG-15bis/UTI 、 MiG-17 /Lim-5P、 An-14A 、 Il-14P 、 MiG- 1956年苏联提供的MiG- 9 、 MiG-19 、 Il-28 、 Mi-4和Ka-26 。第一架MiG-21于 1962 年交付。 20 世纪 70 年代推出了MiG-23 ，而 1980 年代则交付了Su-22战斗轰炸机。最新增加的是 1988 年的MiG-29 。库存还包括苏联制造的直升机以及俄罗斯制造的教练机和其他轻型飞机。
东德空军在华沙条约国家中是独一无二的，因为它经常装备最先进的苏联战斗机，而不是降级的出口型号。作为部署在东德的苏联第 16 航空军的延伸，人民军空军预计将在与北约的任何战争中发挥前线作用。因此，它比其他华约国家的空军受到更严格的苏联直接控制。
1990年德国统一后，西德空军取得对人民军空军的控制权设备并收编了一些人员。东德的许多军用飞机已经过时或不符合北约的技术标准，并被出售给其他国家。然而，东德空军的部分装备由于其出色的性能，米格 29确实保留了防空和空中打击的角色。

### LSK/LV设备

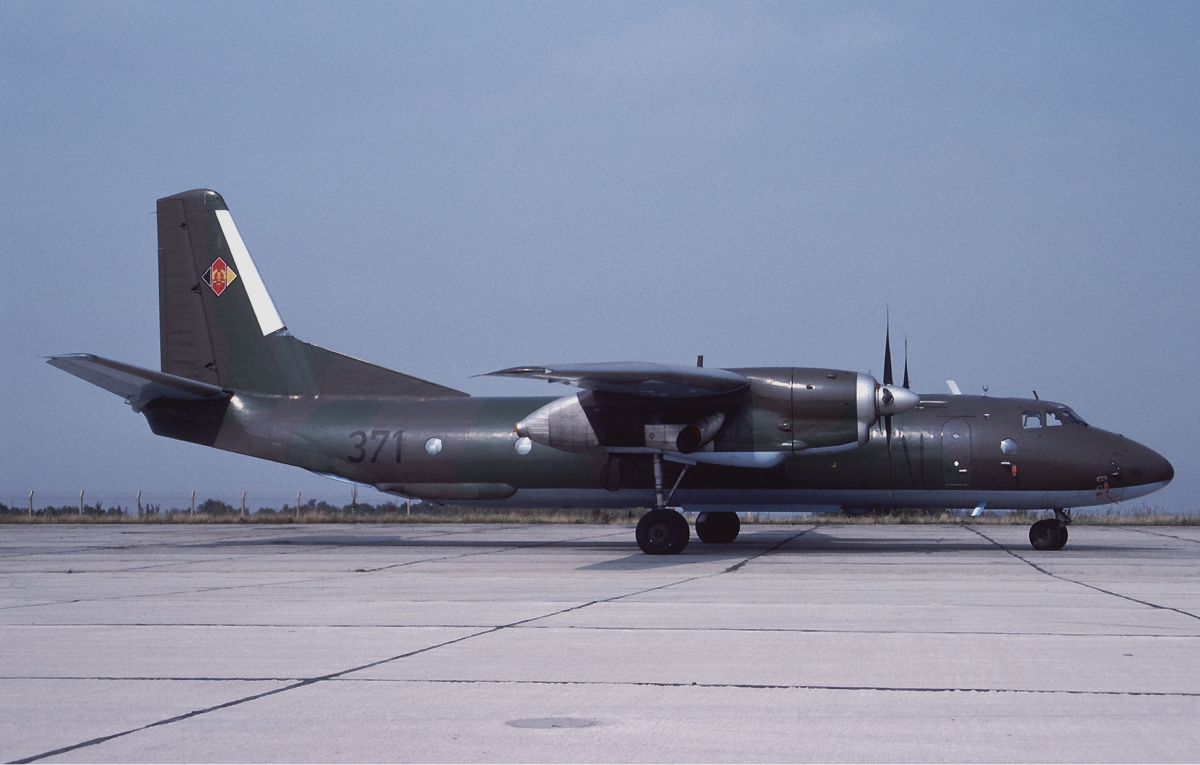
1990 年 8 月，人民军空军被接管前一周，一架安东诺夫 An-26 T 停泊在德累斯顿。

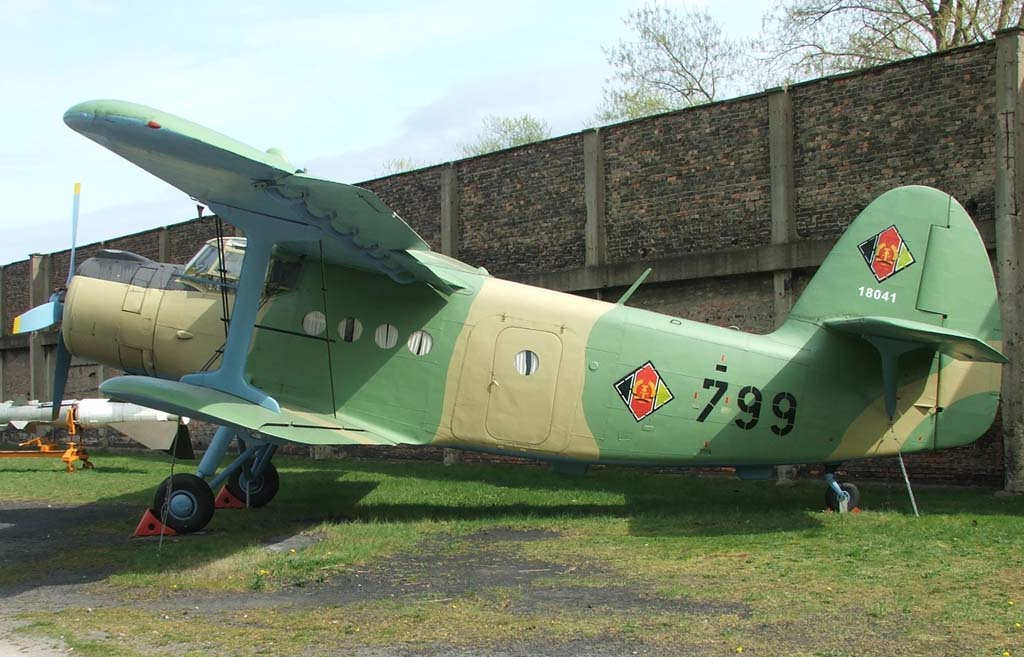
带有人民军空军标记的An-2 Colt

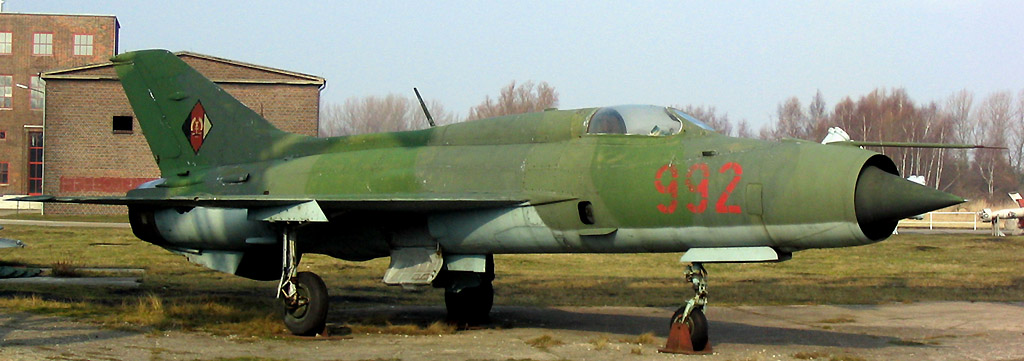
带有人民军空军标记的MiG-21PFM

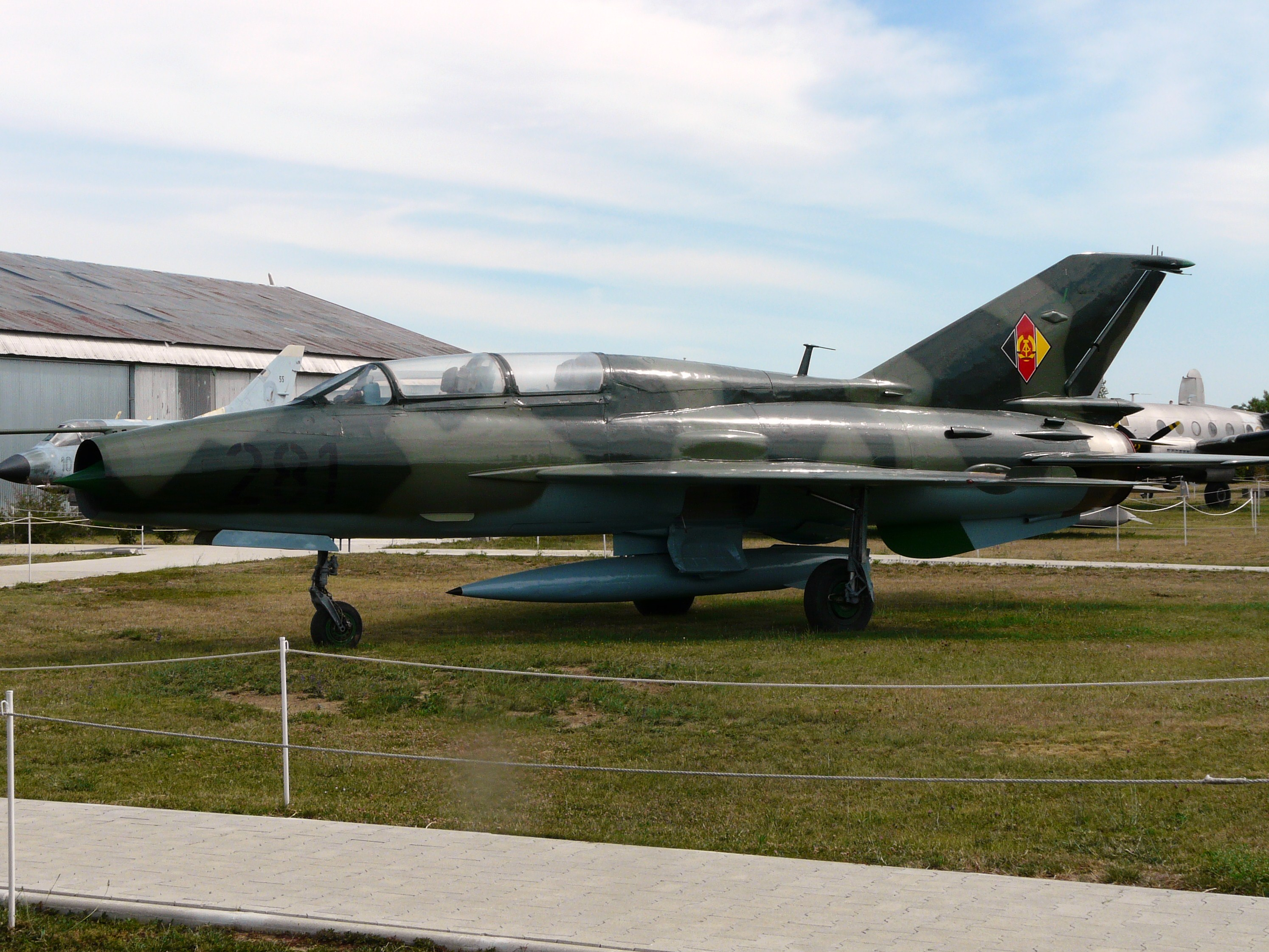
法国蒙特利马尔安科内博物馆中的一架 MiG-21U

1989年LSK/LV的设备：
| 类别          | 设备                                   | 原产地                     | 数字    | 使用由                                             |
| ------------- | -------------------------------------- | -------------------------- | ------- | -------------------------------------------------- |
| 战斗机/教练机 | MiG-21F/F-13/PF/PFM/MF/bis/SPS/U/UM/US | 苏联                       | 第251章 |                                                    |
| 战斗机/教练机 | 米格-23MF/ML/UB                        | 苏联                       | 47      |                                                    |
| 战斗机/教练机 | 米格23BN                               | 苏联                       | 18      |                                                    |
| 战斗机/教练机 | 米格29A/UB                             | 苏联                       | 24      | 直到2004年。然后 22 辆以象征性的 1欧元卖给了波兰。 |
| 战斗机/教练机 | Su-22M4/UM3K                           | 苏联                       | 54      |                                                    |
| 战斗机/教练机 | L-39ZO/V                               | 捷克斯洛伐克社會主義共和國 | 52      |                                                    |
|               | L-29                                   | 捷克斯洛伐克社會主義共和國 |         |                                                    |
| 运输机        | 安-2                                   | 苏联 · 波蘭人民共和國      | 18      |                                                    |
| 运输机        | 安-26T/S                               | 苏联                       | 12      | 4                                                  |
| 运输机        | 伊尔62                                 | 苏联                       | 3       | 直到1993年                                         |
| 运输机        | 图-134                                 | 苏联                       | 3       | 直到1992年                                         |
| 运输机        | Tu-154                                 | 苏联                       | 2       | 直到1997年                                         |
| 运输机        | L-410                                  | 捷克斯洛伐克社會主義共和國 | 12      | 直到2000年                                         |
| 运输机        | Z-43                                   | 捷克斯洛伐克社會主義共和國 | 12      |                                                    |
| 直升机        | 米-2S                                  | 波蘭人民共和國             | 25      |                                                    |
| 直升机        | Mi-8T/PS/TB                            | 苏联                       | 98      | 直到1997年                                         |
| 直升机        | 米24D                                  | 苏联                       | 51      | 直到1993年                                         |
| 直升机        | 米-14                                  | 苏联                       | 14      |                                                    |
| 地对空导弹    | S-75 德维纳                            | 苏联                       | 48      |                                                    |
| 地对空导弹    | S-75沃尔霍夫                           | 苏联                       | 174     |                                                    |
| 地对空导弹    | S-125 涅瓦河/伯朝拉                    | 苏联                       | 40      |                                                    |
| 地对空导弹    | S-200织女星                            | 苏联                       | 24      |                                                    |
| 地对空导弹    | S-300                                  | 苏联                       | 12      |                                                    |